# Lauren Sevian
Lauren Sevian (* 14. Juli 1979) ist eine US-amerikanische Saxophonistin des Modern Jazz. Ihr bevorzugtes Instrument ist das Baritonsaxophon.

## Leben und Wirken
Sevian trat seit dem zwölften Lebensjahr als Pianistin öffentlich auf. Dann wechselte sie zum Saxophon. Mit 17 Jahren konzertierte sie bereits in der Carnegie Hall, dem Lincoln Center und dem Village Vanguard. 1997 begann sie ihr Studium an der Manhattan School of Music, das sie 2003 beendete. Seit diesem Jahr ist sie Mitglied der Mingus Big Band, mit der sie 2011 den Grammy für das Album Live at Jazz Standard gewann. Sie ist mit dem Saxophonisten Mike DiRubbo verheiratet. Lauren Sevian leitet zwei eigene Bands und tourte 2001 mit dem Diva Jazz Orchestra und 2012 mit Jane Monheit and the Ladies of Jazz. In einer Nebenrolle trat sie 2003 in Mona Lisa Smile auf. In dem Dokumentarfilm The Girls in the Band (2011) von Judy Chaikin trat sie auf und stand im Mittelpunkt der Filmdokumentation But Can She Play? (2011) von Janice Roshalle Littlejohn. Weiterhin wirkte sie bei Aufnahmen von Björkestra, Joan Osborne, Atilla Engin, Michael Veal und Lucy Woodward mit. Sie lebt in New York City.

## Preise und Auszeichnungen
Mit 16 Jahren gewann sie den Wettbewerb Count Basie Invitational. Seit 2008 wurde sie mehrfach in Folge als „Rising Star“ bei den Baritonisten im Down Beat Critics Poll nominiert. Ihr Album Blueprint hielt sich mehrere Wochen in den Top 20 der Jazzweek Charts und wurde auch in mehrere Jahresbestenlisten aufgenommen, etwa bei All About Jazz. 

## Diskografische Hinweise
- LSQ Blueprint (Inner City, 2008)
- Mingus Big Band Live at Jazz Standard (2011)